# 姊妹學校計劃
姊妹學校計劃（英語：Sister School Scheme）是香港教育局學校發展支援組自2004年推行為香港的中、小學及特殊學校提供與中國內地學校交流的一個平台。

## 歷史
2004年，香港教育局推行姊妹學校計劃，目的增強中港兩地學校了解與溝通，加深認識中港兩地文化，共同提升教育素質。教職工組織香港教育工作者聯會擔當兩地教育交流的橋樑，為兩地學校提供專業支援。
2015/16學年，香港教育局推行一項為期3年的「促進香港與內地姊妹學校交流試辦計劃」，向與中國內地學校締結為姊妹學校的公營及直接資助計劃學校提供支援。
2018/19學年起，香港教育局將姊妹學校計劃恆常化，為已與內地學校締結為姊妹學校的公營及直接資助計劃學校提供津貼及支援，2023/24學年津貼達16萬元，每學年按香港物價指數調整津貼額。
2022年，《2022年度香港行政長官施政報告》提及目標在2022年內把參與姊妹學校計劃的本地學校數目增加百分之十。

## 統計數據
截至2023年3月，已有848所香港公營及直接資助計劃學校與內地學校締結成2,349對姊妹學校，其中分別有296所、229所及323所本地學校有一所、兩所及三所或以上的內地姊妹學校，分布在全國29個省市及自治區，尤以廣東省最多，近1,200所。

## 姊妹學校列表
| 香港 | 中國內地 | 備註 |
| ---- | -------- | ---- |

## 另見
- 香港教育
- 德育及國民教育科：2012年建議的香港中小學科目，內容包括建立国民身份认同
- 公民與社會發展科內地考察：2021年起的香港高中科目，內容包括了解中國國情
- 「同根同心 （页面存档备份，存于）」計劃：教育局為香港初中及高小學生內地交流計劃，內容包括為學生提供不同的學習經歷，加深他們對內地的歷史文化、風俗特色及科技等各方面的認識，提升國民身份認同。
- 「薪火相傳 （页面存档备份，存于）」：教育局推行的國民教育活動
- 「京港姐妹學校交流計劃 （页面存档备份，存于）」：非牟利慈善團體伙伴教育基金會所推行的類似計劃

## 外部連結
- 教育局﹕姊妹學校計劃 （页面存档备份，存于）
- 粵港澳大灣區﹕姊妹學校計劃 （页面存档备份，存于）